# Friedrich Wilhelm Pixis (senior)
Friedrich Wilhelm Pixis (1755 - 1805) fou un organista i compositor alemany.
Va fer els seus estudis en l'escola de l'abat Vogler, i des de 1770 desenvolupà la plaça d'organista de l'Església Reformada de Mannheim.
Deixà dues col·leccions de preludis per a orgue (Mannheim, 1791 i 1792) i una de trios per a piano, violí i violoncel (Mannheim, 1794).
Era el pare dels músics Friedrich Wilhelm (1786-1842) i Johann Peter Pixis (1788-1874).